# Donna De Lory (álbum)
Donna De Lory es el álbum debut de la cantante estadounidense Donna De Lory, publicado en 1992 por la compañía MCA Records en formatos de casete, LP y CD. De género pop rock, contó con la producción de Denny Fongheiser, Stephen Hague, Patrick Leonard, Madonna y los hermanos Matt y Paul Sherrod. El álbum se compone de baladas de amor y canciones dance optimistas. Como reseña, el autor Bryan Russ del portal Allmusic le otorgó cuatro estrellas de cinco y elogió la «dulzura» en la voz de De Lory. Destacó que «muestra que tiene conciencia y corazón» y que además es un álbum «bien hecho que vale la pena tener».
El 25 de mayo de 1993 volvió a editarse bajo la misma discográfica en CD. Para la promoción del disco se pusieron a la venta tres sencillos comerciales: «Praying for Love», el 20 de octubre de 1992, «Just a Dream», el 9 de marzo de 1993, y «Think It Over», el 27 de julio de ese año. El primero de ellos llegó al número uno en Japón y el segundo alcanzó el décimo puesto en la lista estadounidense Dance Club Songs de Billboard en junio de 1993.

## Lista de canciones
| Donna De Lory |                                     |                                         |                                          |          |  |
| N.º           | Título                              | Escritor(es)                            | Productor(es)                            | Duración |  |
| 1.            | «Think It Over»                     | AKA R. Jude Matthew Garey Donna De Lory | Stephen Hague Denny Fongheiser ( adic. ) | 4:13     |  |
| 2.            | «Shiny Red World»                   | De Lory Bruce Gaitsch                   | Hague                                    | 4:14     |  |
| 3.            | «Praying for Love»                  | De Lory Paul Gordon                     | Hague                                    | 4:25     |  |
| 4.            | «Somewhere in My Heart»             | De Lory Billy Steinberg Tom Kelly       | Matt Sherrod Paul Sherrod                | 4:22     |  |
| 5.            | «Frankie (You Don't Need That Gun)» | Brian Elliot                            | M. Sherrod P. Sherrod                    | 5:06     |  |
| 6.            | «It's My House»                     | De Lory Peter Vale Mick Lesson          | M. Sherrod P. Sherrod                    | 3:50     |  |
| 7.            | «Just a Dream»                      | Madonna Patrick Leonard                 | Madonna Leonard                          | 4:45     |  |
| 8.            | «World with No Shame»               | De Lory Gaitsch                         | Hague                                    | 4:59     |  |
| 9.            | «Down for the Count»                | Melissa Ritter M. Sherrod               | M. Sherrod P. Sherrod                    | 4:30     |  |
| 10.           | «You Got Love»                      | De Lory Ritter M. Sherod                | M. Sherrod P. Sherrod                    | 4:05     |  |
| 44:36         |                                     |                                         |                                          |          |  |

## Créditos y personal
- Grabado en Johnny Yuma (Los Ángeles); Lovell Brook Studios (West Hollywood); Rak Studios (Londres); Sound Castle (Silverlake); The Record Plant (Hollywood).
- Masterizado en Oceanview Digital Mastering, Los Ángeles (California).
- Madonna aparece por cortesía de Maverick/Sire Records Company.
- AKA R. Jude aparece por cortesía de SBK Records.

### Personal
- AKA R. Jude: composición, teclados
- Angel Voices Choir: coro
- Peter Arata: ingeniería, mezcla
- Scott Blockland: asistente de mezcla
- Danny Bordeaux: guitarra, coros
- Lyn Bradley: diseño
- Brad Cole: teclados
- Donna De Lory: artista principal, voz, coros, composición
- Spike Drake: ingeniería, asistente de mezcla
- Andy Duncan: percusión
- Brian Elliot: composición
- Glen Erler: fotografía
- Dion Estes: bajo
- Denny Fongheiser: batería, producción
- Bruce Gaitsch: composición, guitarra
- Matthew Garey: composición
- Joe Gastwirt: masterización
- Tanya Gill: estilista
- Paul Gordon: composición
- Ryan Greene: ingeniería
- Stephen Hague: teclados, mezcla, producción
- Sam Hardaker: asistente de ingeniería
- Niki Harris: coros
- Johnny Hernandez: maquillaje
- Dann Huff: guitarra
- Tom Kelly: composición
- Terry King: estilista
- Paul Kremen: A&R
- Stevie Lange: coros
- Mick Leeson: composición
- Patrick Leonard: teclados, composición, producción
- Louis Levin: director
- Madonna: coros, composición, producción
- Morris Michael: guitarra
- Danny Peck: coros
- Tim Pierce: guitarra
- Guy Pratt: bajo
- Robert Prizeman: maestro de coro
- Melissa Ritter: composición
- John «J.R.» Robinson: batería
- Matt Sherrod: composición, batería, teclados, producción
- Paul Sherrod: producción
- Tim Stedman: dirección artística, diseño
- Billy Steinberg: composición
- Ed Thacker: mezcla
- Paul Trudeau: piano
- Peter Vale: composición
- Brad Willard: bajo

Créditos adaptados de Allmusic y de las notas de Donna De Lory.